# 赫尔纳恩堡
51°50′4.76″N 5°40′35.06″E / 51.8346556°N 5.6764056°E
赫尔纳恩堡（荷蘭語：Kasteel Hernen）是位於荷蘭赫尔纳恩的一座城堡。該城堡在14世纪最开始建造为一个塔楼，位于长方形城堡外墙的东南角。城堡外墙为2.5米厚，在其旁边还有三个角塔，城堡外部还有一条护城河作为防御。城堡从未遭受战争破坏或自然灾害。在20世纪，城堡的主人几乎没有住在那里，他把管理权力留给管家。由于没有任何人来敦促用最新的建筑风格修饰城堡，因此城堡目前保持着其纯正的中世纪特征。现归属于Geldersch Landschap & Kasteelen组织，由此组织进行城堡的统一修缮和维护。

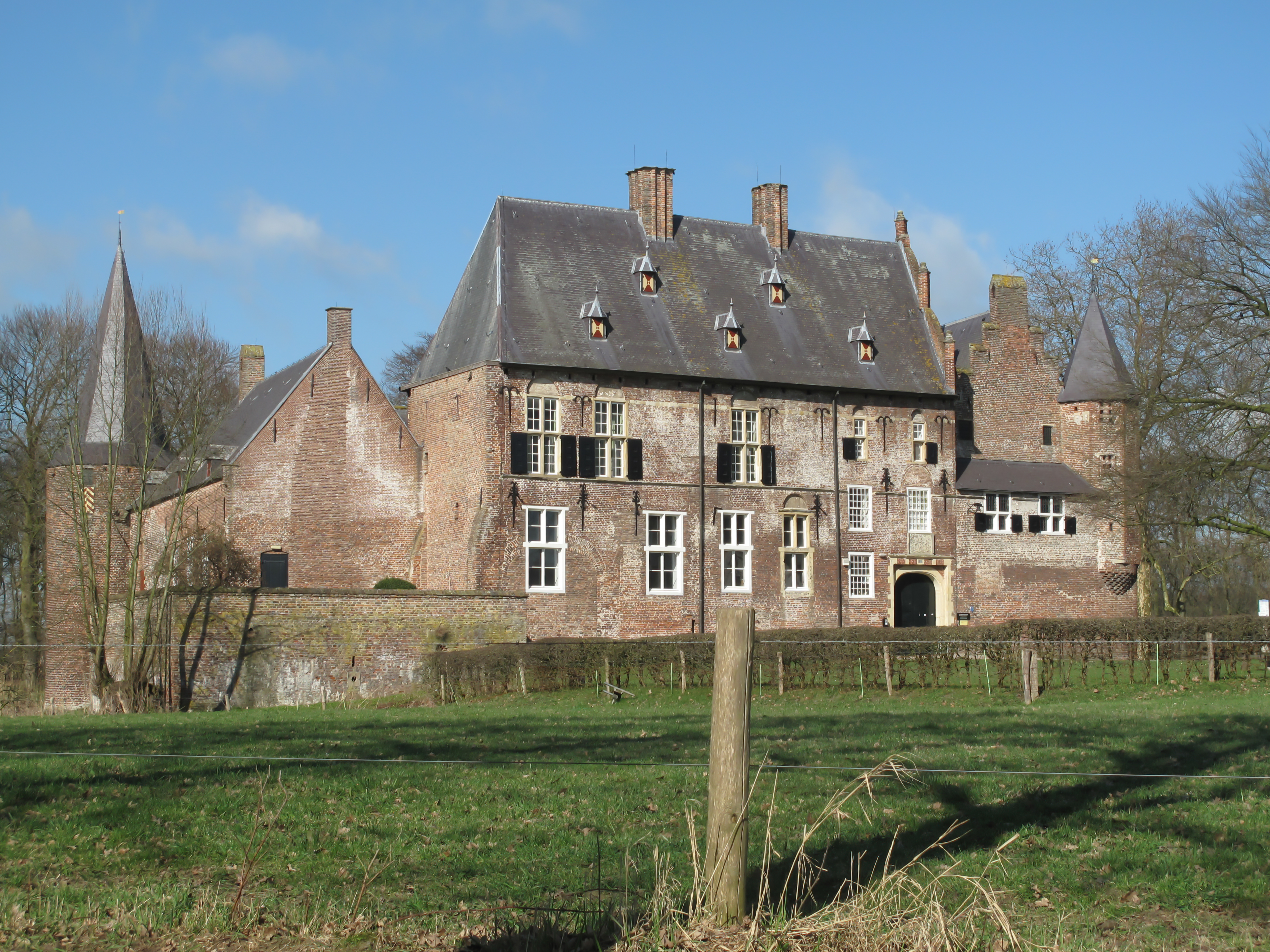